# The Mighty Hold
The Mighty Hold è un cortometraggio muto del 1915 diretto da William Bertram. Sceneggiato da Joseph F. Poland e prodotto dall'American Film Manufacturing Company, il film aveva come interpreti Helene Rosson, Roy Stewart, Beatrice Van, Perry Banks.

## Trama
Lewis Caldwell, figlio di un uomo molto ricco, si giustifica con Helen, la donna che gli ha dato una figlia e che gli chiede di regolarizzare la loro situazione, dicendole che fino a quando suo padre sarà vivo, non potrà mai sposarla a rischio di venire diseredato. Lei, allora, decide di andarsene, lasciando la neonata da sola con un biglietto dove si chiede, a chi la troverà, di avere cura di lei. Poi si reca al porto: un grido, un tonfo e la sua vita è finita. Lewis, tornato a casa, scopre che il padre, anziano e invalido, è morto.

Intanto Nan, una donna nata e vissuta nei bassifondi, progetta di compiere quella sera un furto. La sua torcia illumina una stanza che sembra vuota ma poi lei scopre la creaturina abbandonata. Legge il biglietto e questo le basta per decidere che sarà lei a prendersene cura. Jim, il suo compagno, tornato a casa, la vede in procinto di partire con un neonato tra le braccia. Nan gli dice che ormai ha intenzione di cambiare vita e di volere andarsene. Jim, capendo le sue motivazioni, la lascia andare.

Sono passati cinque anni. Lewis, rimasto solo, ha cercato dappertutto la sua bambina. Un giorno, per strada, investe con la sua auto una donna, senza però gravi danni. Si tratta di Nan, che vive con la piccola Bess lavorando come cucitrice. Lewis porta a casa la donna e tra i due nasce qualcosa. Quando le chiede di sposarlo, Nan gli racconta del suo passato e di come abbia trovato Bess, dicendogli che la bambina ha mutato completamente la sua vita, facendola diventare una donna onesta. Lewis prende il biglietto di Helen e chiede a Nan: "È mia figlia a cui hai fatto da madre. Non vorresti farlo adesso come mia moglie?"

## Produzione
Il film fu prodotto dall'American Film Manufacturing Company.

## Distribuzione
Distribuito dalla Mutual, il film - un cortometraggio in una bobina - uscì nelle sale cinematografiche degli Stati Uniti il 4 agosto 1915.